# Carex kurilensis
Carex kurilensis är en halvgräsart som beskrevs av Jisaburo Ohwi. Carex kurilensis ingår i släktet starrar, och familjen halvgräs.
Artens utbredningsområde är Kurilerna. Inga underarter finns listade i Catalogue of Life.